# Condado de Cancelada
El condado de Cancelada es un título nobiliario español creado el 24 de mayo de 1693 por el rey Carlos II a favor de Gregorio Tovar y Villela.

## Condes de Cancelada
|                        | Titular                                           | Periodo                |
| Creación por Carlos II | Creación por Carlos II                            | Creación por Carlos II |
| ---------------------- | ------------------------------------------------- | ---------------------- |
| I                      | Gregorio Manuel de Tovar y Villela                | 1693-                  |
| II                     | Tomás de Tovar y Duque de Estrada                 |                        |
| III                    | Manuel Silvestre de Tovar y Contreras             | ? -1758                |
| IV                     | Francisco de Paula de Tovar y Gasca de la Vega    | 1758-1797/1802         |
| V                      | Francisco de Paula de Tovar y Colmenares          | 1797/1802-1821         |
| VI                     | María Francisca de Tovar y Pueguera               | 1802/1821-1871         |
| VII                    | Petra de Alcántara Gutiérrez de la Concha y Tovar | 1871-1910              |
| VIII                   | María del Carmen de Carvajal y del Alcázar        | 1910-1939              |
| IX                     | José Manuel de Zuleta y Carvajal                  | 1950-1992              |
| X                      | José Manuel de Zuleta y Alejandro                 | 1998-actual titular    |

## Historia de los Condes de Cancelada
- Gregorio Manuel de Tovar y Villela (n. en 1627), i conde de Cancelada, i marqués de Castro de Torres.

1. Casó con Catalina Duque de Estrada y Eguino.

Le sucedió su hijo:
- Tomás de Tovar y Duque de Estrada, ii conde de Cancelada, ii marqués de Castro de Torres .

1. Casó con María de Contreras Carvajal y Ribera.

Le sucedió su hijo:
- Manuel Silvestre de Tovar y Contreras (f. en 1758), iii conde de Cancelada, iii marqués de Castro de Torres.

1. Casó con Francisca Gasca de la Vega y Blanco de Salcedo.

Le sucedió su hijo:
- Francisco de Paula de Tovar y Gasca de la Vega (1732-1802), iv conde de Cancelada, iv marqués de Castro de Torres.

1. Casó con Juana María de Güemes y Pacheco de Padilla.
2. Casó con María Brígida de Colmenares y Contreras.

Le sucedió, de su segundo matrimonio, su hijo:
- Francisco de Paula de Tovar y Colmenares (f. en 1821), v conde de Cancelada, viii conde de Lences .

1. Casó con María Manuela de Pueguera y Amat-

Le sucedió su hija:
- María Francisca de Paula de Tovar y Pueguera Amat de la Gasca (1803-1871),vi condesa de Cancelada, ii marquesa de Revilla, ix marquesa de los Aguilares, ix condesa de Lences.

1. Casó con Manuel Gutiérrez de la Concha e Irigoyen, i marqués del Duero.

Le sucedió su hija:
- Petra de Alcántara Gutiérrez de la Concha y Tovar Irigoyen (1846-1910), vii condesa de Cancelada, ii marquesa del Duero, viii marquesa de Revilla, x de los Aguilares, x condesa de Lences.

1. Casó con Ángel Luis de Carvajal y Fernández de Córdova, x duque de Abrantes, x duque de Linares, x marqués de Sardoal.

Le sucedió su nieta:
- María del Carmen de Carvajal y del Alcázar (1901-1939), viii condesa de Cancelada, xii duquesa de Abrantes, iii marquesa del Duero, xii duquesa de Linares, xii marquesa de Sardoal, xii condesa de Lences.

1. Casó con Francisco de Borja de Zuleta y Queipo de Llano, xx conde de Belalcázar.

Le sucedió su hijo:
- José Manuel de Zuleta y Carvajal (1927-1992), ix conde de Cancelada, xiv duque de Abrantes, iv marqués del Duero, xiii marqués de Sardoal, xiv marqués de Valdefuentes, xiii conde de Lences, xxi conde de Belalcázar.

1. Casó con Virginia Alejandro García.

Le sucedió su hijo:
- José Manuel de Zuleta y Alejandro (n. en 1960), x conde de Cancelada, xiv duque de Abrantes, v marqués del Duero, xiv marqués de Sardoal, xv marqués de Valdefuentes, xxii conde de Belalcázar y xv conde de Lences.